# Apeadeiro de Felgar
O Apeadeiro de Felgar foi uma interface da Linha do Sabor, que servia a localidade de Felgar, no concelho de Torre de Moncorvo, em Portugal.

## História

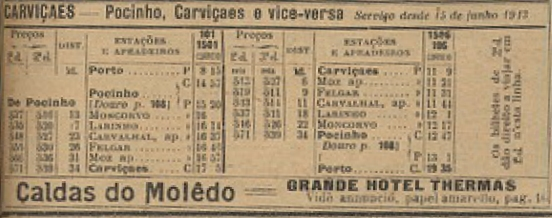
Horário da Linha do Sabor em 1913, onde Felgar surge com a categoria de estação

Esta interface situava-se no lanço da Linha do Sabor entre Pocinho e de Carviçais, que entrou ao serviço no dia 17 de Setembro de 1911. A linha foi encerrada em 1988.